# Eligio Insfrán
Eligio Insfrán (27 d'octubre de 1935) és un exfutbolista paraguaià.

## Selecció del Paraguai
Va formar part de l'equip paraguaià a la Copa del Món de 1958.